# Irapuã (São Paulo)
Irapuã é um município brasileiro do estado de São Paulo. A cidade tem uma população de 6.867  habitantes (IBGE/2022) e faz parte da região metropolitana de São José do Rio Preto.

## História
Em 1875, as famílias Hipólito José Godoy e Luiz Márquez, chegaram a região com o propósito de cultivar cereais, pois a terra era muito fértil.
Doaram a paróquia 40 alqueires de terra para a formação de um povoado, além de uma imagem de Nossa Senhora do Carmo, colocaram no altar-mor da capela ali existente. Outras famílias foram chegando com a finalidade de cultivar a terra, sendo então batizado o pequeno povoado com o nome de Cervinho, por estar localizado às margens do córrego de igual nome.
Nos princípios do século XX, novas famílias chegaram à Vila de Cervinho instalando-se em casas provisórias e dedicando-se inteiramente ao cultivo das terras. Muitas famílias adquiriram alqueires de terras para formarem suas fazendas sendo elas chefiadas pelos senhores Fabiano Moreira, José Bilica, “Nhonhô Alves”, Joaquim Venâncio e Agostinho Goulart, D. José Marcondes Homem de Melo, bispo da diocese de São Carlos, através da insistência dos moradores da Vila criou em 1934 a Paróquia de Nossa Senhora do Carmo, em louvor à padroeira da Vila.
Pelo Decreto-lei estadual n. 2.247 de 30 de setembro de 1930, a Vila Cervinho passou a Distrito tomando o nome de Irapuã, pertencendo ao município de Novo Horizonte. O nome Irapuã origina-se da grande existência de abelhas irapuá na região. Com seu crescimento, Irapuã foi elevado a município em 30 de novembro de 1944, compondo-se de dois distritos: Irapuã e Sales. Sales desmembrou-se de Irapuã em 1949, sendo anexado ao município de Novo Horizonte.

## Geografia
Localiza-se a uma latitude 21º16'46" sul e a uma longitude 49º24'32" oeste, estando a uma altitude de 428 metros. Possui área de 257,612 km².

## Demografia
Dados do Censo - 2010
População Total: 13.302
- Urbana: 11.489
- Rural: 786
- Homens: 6.803[10]
- Mulheres: 6.472

Densidade demográfica (hab./km²): 28,21
Dados do Censo - 2000
Mortalidade infantil até 1 ano (por mil): 11,75
Expectativa de vida (anos): 73,58
Taxa de fecundidade (filhos por mulher): 2,16
Taxa de Alfabetização: 86,86%
Índice de Desenvolvimento Humano (IDH-M): 0,766
- IDH-M Renda: 0,667
- IDH-M Longevidade: 0,810
- IDH-M Educação: 0,822

(Fonte: IPEADATA)

## Infraestrutura

### Comunicações
O sistema de telefones automáticos foi inaugurado na cidade em 1981 pela Telecomunicações de São Paulo (TELESP), que também implantou o sistema de discagem direta à distância (DDD) em 1981 com o código de área (0175). Anteriormente a cidade era atendida pela Companhia de Telecomunicações do Estado de São Paulo (COTESP).
Na década de 90 o código DDD da cidade foi alterado para (017), para padronização do sistema telefônico com a telefonia celular que estava sendo implantada em todo o estado.

## Religião
O Cristianismo se faz presente na cidade da seguinte forma:

### Igreja Católica
- A igreja faz parte da Diocese de Catanduva.[15]

### Igrejas Evangélicas
- Assembleia de Deus Ministério do Belém.[16][17]
- Congregação Cristã no Brasil.[18]